# Stefan Schneider (Politiker)
Stefan Schneider (* 10. Oktober 1977 in Eschwege) ist ein deutscher Politiker (CDU) und seit 2024 Abgeordneter des Hessischen Landtags.

## Leben und Beruf
Stefan Schneider machte im Jahr 1997 sein Abitur am Oberstufengymnasium in Eschwege. An der Georg-August-Universität Göttingen studierte er Betriebswirtschaftslehre, Politikwissenschaft und Öffentliches Rechts. Sein Studium hat Schneider als Magister Artium abgeschlossen.
Ab 2007 arbeitete Stefan Schneider als Sachbearbeiter im Hessischen Ministerium des Innern und für Sport unter dem damaligen Innenminister Volker Bouffier. Im Jahr 2010 wechselte er als Referent in die CDU-Landtagsfraktion. Im Zusammenhang mit dem verstärkten Zuzug von Flüchtlingen in Hessen wechselte Schneider im Jahr 2016 in das Regierungspräsidium Gießen als Dezernent Grundsatzfragen in der Abteilung VII Flüchtlinge. Seit dem Jahr 2019 bis zu seinem Einzug in den Landtag war Stefan Schneider beim Regierungspräsidium Kassel tätig.

## Politik
Stefan Schneider ist seit 2020 Kreisvorsitzender CDU Werra-Meißner.
Schneider ist seit 2016 Mitglied des Landesvorstandes der KPV Hessen.
Kommunalpolitisch ist Stefan Schneider seit 2001 als Stadtverordneter in Eschwege aktiv. Im Jahr 2002 wurde er Vorsitzender der CDU-Fraktion in der Stadtverordnetenversammlung, diese Position bekleidet er noch heute. Seit 2006 ist er zudem stellvertretender Stadtverordnetenvorsteher.
Bei der Kommunalwahl 2006 wurde Stefan Schneider in den Kreistag des Werra-Meißner-Kreises gewählt.
Bei der Landtagswahl am 8. Oktober 2023 gewann Stefan Schneider den Wahlkreis 9 (Eschwege-Witzenhausen) mit 29,1 % und damit mit einem Vorsprung von 3,1 % gegenüber dem Zweitplatzierten Knut John. Seit dem 18. Januar 2024 ist er Hessischer Landtagsabgeordneter. Für die CDU-Fraktion im Hessischen Landtag ist er Sprecher für Beamtenpolitik.
Im Hessischen Landtag hat er folgende Mitgliedschaften und Funktionen in Ausschüssen und Gremien: Mitglied im Europaausschuss, Mitglied im Innenausschuss, Mitglied im Petitionsausschuss, Mitglied in der Landespersonalkommission. Stellvertretendes Mitglied im Kuratorium der Hessischen Landeszentrale für politische Bildung, stellvertretendes Mitglied im Verwaltungsausschuss beim Staatstheater Kassel.

## Musik
Seit 1991 ist Stefan Schneider nebenamtlicher Organist an der Marktkirche St. Dionys in Eschwege.
Im Jahre 2017 wurde er dafür mit der Walter-Blankenburg-Medaille der evangelischen Kirche von Kurhessen-Waldeck ausgezeichnet.